# Maria Carta
Maria Carta (n. Siligo, 24 iunie 1934 – d. Roma, 22 septembrie 1994) a fost o cântăreață folk  și actriță italiană de film.

## Filmografie

### Actriță
- 1976 Nașul: Partea a II-a, regia Francis Ford Coppola)
- 1976 Cecilia - Storia di una comune anarchica de Jean-Louis Comolli
- 1976 Cadavre de lux (Cadaveri eccellenti), regia Francesco Rosi)
- 1977 Isus din Nazaret, regia Franco Zeffirelli
- 1980 Proscrisul din arhipelag (Un reietto delle isole), regia Giorgio Moser (după Proscrisul din arhipelag roman de Joseph Conrad
- 1986 I padroni dell'estate (Regizor Marco Parodi)
- 1986 Profesorul (Il camorrista), regia Giuseppe Tornatore)
- 1989 Disamistade, regia Gianfranco Cabiddu)
- 1992 Il commissario Corso (film tv), regia Gianni Lepre)

1. 1 2  „Maria Carta”, Internet Movie Database, accesat în 14 octombrie 2015
2. 1 2  Autoritatea BnF, accesat în 10 octombrie 2015
3. ↑  Autoritatea BnF, accesat în 10 octombrie 2015